# Jüdische Gemeinde Bar-le-Duc

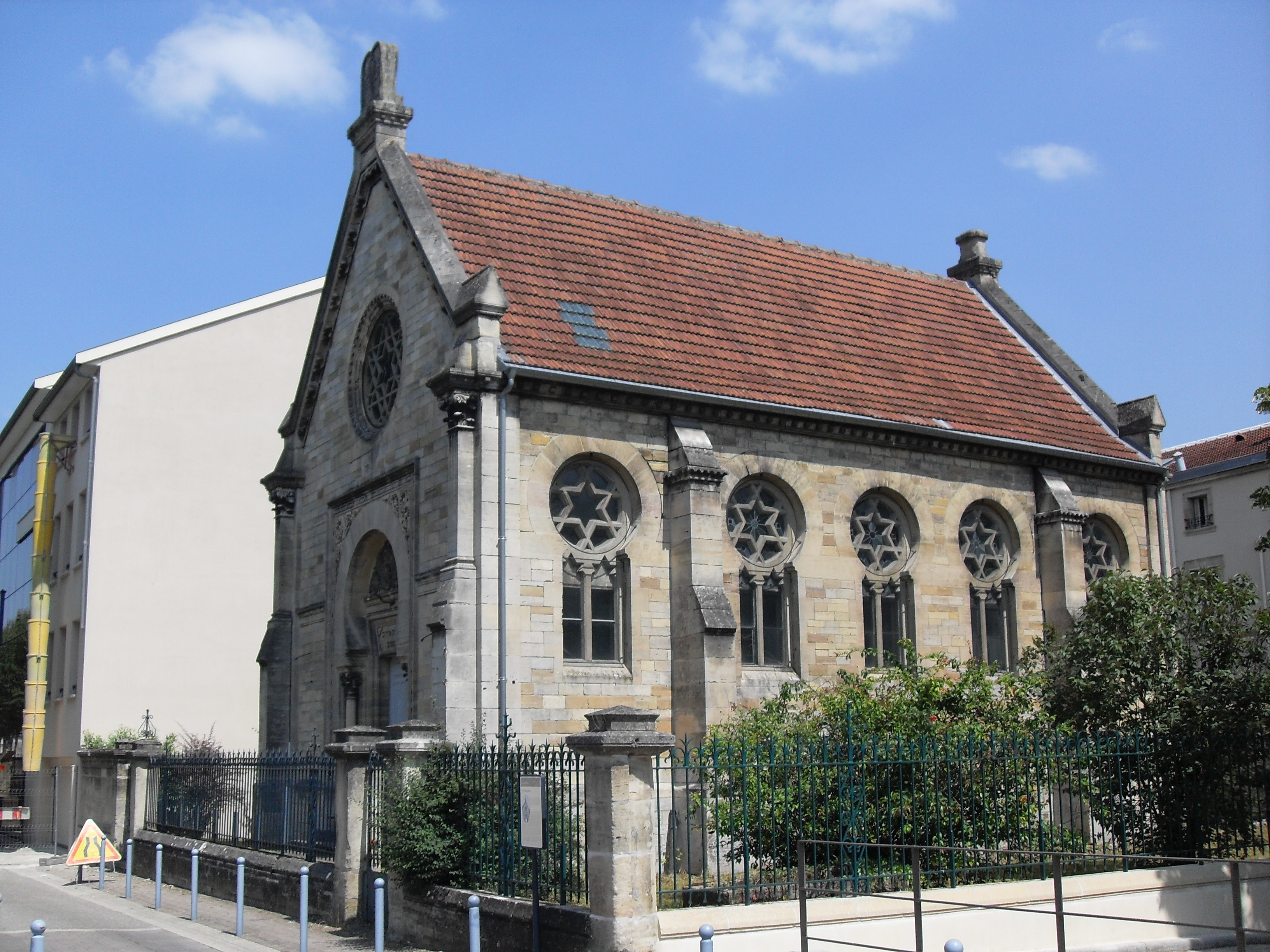
Synagoge in Bar-le-Duc

Eine Jüdische Gemeinde in Bar-le-Duc, einer französischen Stadt im Département Meuse in Lothringen, bestand bereits im Mittelalter und die neuzeitliche jüdische Gemeinde wurde ab 1721 begründet.

## Zeit des Nationalsozialismus
Die jüdische Gemeinde Bar-le-Duc hatte zu Beginn des Zweiten Weltkrieges noch 15 Familien. Nach der deutschen Besetzung wurden Razzien am 9./10. Oktober 1942 und am 3. März 1943 durchgeführt, bei denen mindestens 30 Männer, Frauen und Kinder verhaftet und über die Lager Écrouves und Drancy in die Todeslager deportiert wurden. Dort überlebten nur wenige. 

## Synagoge
Die Synagoge in Bar-le-Duc befindet sich am Quai Carnot am Fluss Ornain. Sie wurde 1870/71 im maurischen Stil erbaut und wird seit 1985 nicht mehr für den Gottesdienst genutzt.